# Matthias Kribben
Matthias Kribben (* 13. Oktober 1960 in Kelkheim (Taunus)) ist ein deutscher Fernschach-Großmeister und Schachfunktionär.

## Leben
Matthias Kribben studierte bis 1986 BWL an der Universität Frankfurt. An verschiedenen Berliner Fachhochschulen, unter anderem der Technischen Fachhochschule Berlin (TFH), war er Dozent für Betriebswirtschafts- und Versicherungslehre. Seit 1990 arbeitet er als Finanzberater. 1992 promovierte er. Seine Dissertation wurde in einer wissenschaftlichen Reihe der Berliner Humboldt-Universität veröffentlicht und zwei Jahre später bei einem Frankfurter Wissenschaftsverlag nachgedruckt. Er ist Inhaber einer Finanzberatungsgesellschaft in Berlin-Steglitz-Zehlendorf und hat zwei Töchter.

## Schachfunktionär
Von März 2004 bis März 2010 war er Präsident des Berliner Schachverbandes. Kribben machte die Schachvariante Schach960 in Berlin bekannt und initiierte darin Berliner Meisterschaften und ist Mitorganisator der Deutschen Schach960-Stiftung sowie Vorstandsmitglied der Emanuel Lasker Gesellschaft.
Von Mai 2007 bis Mai 2009 war er stellvertretender Präsident des Deutschen Schachbundes und dort zuständig für die Schacholympiade 2008, die Finanzen, die Öffentlichkeitsarbeit, die Geschäftsstelle des Deutschen Schachverbandes und die Schachbundesliga.
Seit 2016 ist er Ehrenpräsident des Berliner Schachverbandes.

## Fernschach
Im Fernschach ist er seit 2013 der Führende in der deutschen Rangliste und pendelt zwischen Platz 3 und Platz 6 in der Weltrangliste. Seine höchste Fernschach-Elo-Zahl erreichte er mit 2666 in der Wertungsliste 4/2016, was Platz 3 in der Weltrangliste bedeutete.
Sein erstes Fernschach-Turnier war die Deutsche Jugendmeisterschaft 1978/81, die er mit 25:3 Punkten gewann.
Im Jahr 2009 wurde ihm der Großmeister-Titel verliehen.
Im Jahr 2010 qualifizierte er sich im Kandidatenturnier mit 9:3 Punkten für das Finale um die Weltmeisterschaft. Im 27. Weltmeisterschaftsfinale wurde er im Mai 2014 Vize-Weltmeister.
Seine größten Erfolge waren vier Gold- und zwei Silbermedaillen mit der deutschen Nationalmannschaft bei sechs Fernschach-Olympiaden, die zugleich als Mannschafts-Weltmeisterschaften gewertet werden und deren Teamcaptain er seit 2004 ist:
Gold bei der 13. Fernschach-Olympiade 2004–2008 am 6. Brett mit 5 Siegen und 5 Remis 

Silber bei der 16. Fernschach-Olympiade (Post) 2010–2015 am 2. Brett mit 4 Siegen und 8 Remis 

Gold bei der 18. Fernschach-Olympiade 2012–2016 am 2. Brett mit 4 Siegen und 8 Remis 

Silber bei der 19. Fernschach-Olympiade (Post) 2016–2021 am 1. Brett mit 3 Siegen und 9 Remis 

Gold bei der 20. Fernschach-Olympiade 2016–2019 am 1. Brett mit 12 Remis 

Gold bei der 21. Fernschach-Olympiade 2020–2023 am 1. Brett mit 12 Remis 

Gesamtergebnis bei den 70 Einsätzen für die deutsche Auswahl-Mannschaft bei Olympia-Finals: 16 Siege, 54 Remis, keine Niederlage Damit ist Kribben weltweit neben Michael Judowitsch (1911–1987, 5 Gold, 1 Silber) der einzige, dem es gelang 6 Medaillen zu gewinnen.
In der Fernschach-Bundesliga spielte Kribben viele Jahre am ersten Brett des SC Zitadelle Spandau. In den beiden Spielzeiten 2009/11 und 2011/13 wurde er mit Spandau Deutscher Fernschach-Mannschaftsmeister.
Im Jahr 2024 wurde Kribben als einer von acht Spielern weltweit in die Hall of Fame der International Correspondence Chess Federation aufgenommen.

## Schachspieler
Bei der Nahschach-Senioren-Europameisterschaft Ü50 wurde Kribben mit der Berliner Auswahlmannschaft im November 2022 Vize-Europameister. Kribben spielt auch im Turnierschach beim SC Zitadelle Spandau und wurde mit dem Verein 2007/08 und 2018/19 Berliner Mannschaftsmeister. Des Weiteren fand er den Eintrag in das Guinness-Buch der Rekorde und in das Goldene Buch von Spandau für das weltweit größte durchgeführte Turnier-Simultan am 31. Mai 1997 und die Berliner Mannschaftsmeisterschaft 2006, die das weltweit größte Schachturnier für Vereine war.
Seine höchste Elo-Zahl im Nahschach war seine erste Elo-Zahl: 2250 im Jahre 1990.

## Veröffentlichungen
- Entwicklung des Konsumverhaltens in den Neuen Bundesländern: Ein entscheidungsorientierter Ansatz im Lichte des Bernoulli-Kriteriums. Peter Lang Verlagsgruppe, Frankfurt am Main 1994, ISBN 3-631-47399-0.